# العلاقات السيشلية الليتوانية
العلاقات السيشلية الليتوانية هي العلاقات الثنائية التي تجمع بين سيشل وليتوانيا.

## مقارنة بين البلدين
هذه مقارنة عامة ومرجعية للدولتين:
| وجه المقارنة                                              | سيشل                                                | ليتوانيا                                                    |
| --------------------------------------------------------- | --------------------------------------------------- | ----------------------------------------------------------- |
| المساحة (كم2)                                             | 459                                                 | 65.30 ألف                                                   |
| عدد السكان (نسمة)                                         | 95.84 ألف                                           | 2.79 مليون                                                  |
| الكثافة السكانية (ن./كم²)                                 | 20.88 ألف                                           | 42.73                                                       |
| العاصمة                                                   | فيكتوريا                                            | فيلنيوس، كاوناس                                             |
| اللغة الرسمية                                             | لغة فرنسية، لغة إنجليزية، اللغة الكريولية السيشيلية | اللغة الليتوانية                                            |
| العملة                                                    | روبية سيشلية                                        | ليتاس ليتواني، يورو                                         |
| الناتج المحلي الإجمالي (بليون دولار)                      | 1.49 مليار                                          | 47.17 مليار                                                 |
| الناتج المحلي الإجمالي (تعادل القوة الشرائية) بليون دولار | 2.54 مليار                                          | 84.06 مليار                                                 |
| الناتج المحلي الإجمالي الاسمي للفرد دولار أمريكي          | 15.48 ألف                                           | 14.15 ألف                                                   |
| الناتج المحلي الإجمالي للفرد دولار أمريكي                 | 26.42 ألف                                           | 27.69 ألف                                                   |
| مؤشر التنمية البشرية                                      | 0.772                                               | 0.839                                                       |
| رمز المكالمات الدولي                                      | +248                                                | +370                                                        |
| رمز الإنترنت                                              | .sc                                                 | .lt                                                         |
| المنطقة الزمنية                                           | ت ع م+04:00                                         | ت ع م+02:00، ت ع م+03:00، أوروبا/فيلنيوس ‏، توقيت شرق أوروبا |

## منظمات دولية مشتركة
يشترك البلدان في عضوية مجموعة من المنظمات الدولية، منها:
| علم المنظمة | اسم المنظمة                               | تاريخ انضمام سيشل | تاريخ انضمام ليتوانيا |
| ----------- | ----------------------------------------- | ----------------- | --------------------- |
|             | يونسكو                                    | 18 أكتوبر 1976    | 7 أكتوبر 1991         |
|             | وكالة ضمان الاستثمار متعدد الأطراف        | 15 سبتمبر 1992    | 8 يونيو 1993          |
|             | الأمم المتحدة                             | 21 سبتمبر 1976    | 17 سبتمبر 1991        |
|             | الاتحاد البريدي العالمي                   | ?                 | ?                     |
|             | البنك الدولي للإنشاء والتعمير             | 29 سبتمبر 1980    | 6 يوليو 1992          |
|             | الاتحاد الدولي للاتصالات                  | 17 سبتمبر 1999    | 1 يوليو 1923          |
|             | منظمة حظر الأسلحة الكيميائية              | 29 أبريل 1997     | ?                     |
|             | مؤسسة التمويل الدولية                     | 11 يونيو 1981     | 15 يناير 1993         |
|             | المركز الدولي لتسوية المنازعات الاستشارية | 19 أبريل 1978     | 5 أغسطس 1992          |
|             | منظمة الشرطة الجنائية الدولية             | 1 سبتمبر 1977     | ?                     |

## وصلات خارجية
- موقع وزارة الخارجية السيشلية
- موقع وزارة الخارجية الليتوانية